# 프레디의 피자가게: 피자가게 시뮬레이터
《프레디의 피자가게: 피자가게 시뮬레이터》(Freddy Fazbear's Pizzeria Simulator, FFPS)는 스콧 코슨의 "프레디의 피자가게" 프레디의 피자가게: 얼티밋 커스텀 나이트가있다

## 진행
각 3단계의 스테이지로 6일차까지 진행된다.
- 타이쿤- 어제 회차에서 벌어모은 돈을 가지고 가상의 피자 가게를 업그레이드, 꾸민다. 돈이 부족하면 광고를 들이면 되지만 가게곳곳에 과고를 걸어 놓는다 무조건 좋은건 아니다
- 서바이벌- 어제 회차에서 회수한 빈티지 애니매로닉스들에게 잡히지 않고 주어진 태스크를 모두 클리어하고 로그아웃한다. 하지만 가게에 광고를 들어놓아서 가끔 화면에 광고가 뜬다
- 회수작업-골목에 나타난 빈티지 애니매트로닉스를 회수하는 일. 빈티지 애니매트로닉스에게 죽지 않고 테스트를 완료해야 한다. 성공하면 보너스 금액과 서바이벌 단계에서 죽을 확률도 따른다. 실패하면 금액은 없고 위험만 있다. 아예 회수를 하지 않을수도 있지만 진엔딩을 보기 위해선 꼭 해야 한다.

## 스토리
시스터 로케이션에서 에너드에게 조종당했다가 좀비처럼 변하게 된 마이클 애프튼(Michael Afton)이 프레드베어의 가족 식당의 창업자 중 한 명인 헨리(Henry)와 함께 프레디 파즈베어의 피자 가게(Freddy Fazbear's Pizza Place)을 세운다. 그리고 성불하지 못한 영혼들이 아직 붙어있는 채로 버려진 로봇들을 프레디 파즈베어의 피자 가게로 유인해 미로같은 가게 내부에 가둔다. 이 때 가두어진 로봇들이 바로 스크랩 베이비(= 서커스 베이비 = 엘리자베스 애프튼), 몰튼 프레디(= 에너드 = 펀타임 프레디, 펀타임 폭시, 발로라), 스크랩트랩(애프튼)(= 스프링트랩 = 윌리엄 애프튼), 레프티(= 퍼펫 = 샬롯 에밀리)이다. 마이클 애프튼은 6일동안 피자 가게에서 주어진 태스크를 마침내 모두 클리어하고, 헨리가 피자가게에 불을 지른다. 그렇게 하여 마이클과 모든 로봇들이 성불하게 되고, 모두 천국으로 올라가지만, 수많은 아이들을 납치하고 죽인 윌리엄 애프튼(William Afton)만이 지옥에 떨어져 아들 마이클과 동업자 헨리를 저주한다. 그리고 이렇게 50년동안 펼처진 비극은 드디어 막을 내렸다.

## 캐릭터
- 스크랩 베이비 (Scrap Baby)
- 스크랩트랩 (Scraptrap)
- 레프티 (Lefty)
- 몰튼 프레디 (Molten Freddy)
- 해피 프로그 (Happy Frog)
- 미스터 히포 (Mr. Hippo)
- 오빌 엘리펀트 (Orville Elephant)
- 네드 베어 (Nedd Bear)
- 피그 패치 (Pigpatch)
- 헬피 (Helpy)
- 엘 치프 (El Chip)
- 뮤직맨 (Music Man)
- 펀타임 치카 (Funtime Chica)
- 락스타 프레디 (Rockstar Freddy)
- 락스타 보니 (Rockstar Bonnie)
- 락스타 치카 (Rockstar Chica)
- 락스타 폭시 (Rockstar Foxy)
- 시큐리티 퍼펫 (Security Puppet)
- 종이 친구들 (Paper Pals)

## 게임 플레이
처음에는 프레디가 아이들에게 피자를 던져주는 미니게임이 나온다. 그러나 레벨을 깨다 보면 갑자기 오류가 생긴 듯한 화면과 함께 갑자기 화면이 어두워지고, 부서진 로봇(스크랩 베이비)을 대상으로 테스트를 하는 장면이 나온다. 그러다가 테스트를 하는 녹음기가 3을 말하다가 멈추고, 부서진 로봇이 2, 1을 말하며 다시 화면이 꺼진다. 그 뒤에 진짜 게임이 시작되며 돈으로 피자가게를 업그레이드시킬 수 있는 화면이 나온다. 이번작은 환풍구로 막아야하는 시스템이다. 에니마트로닉를 환풍기, 불빛으로 에니마트로닉를 막아야한다. 회차에서 번 돈으로 피자가게를 업그레이드하여 손님들을 불러모을수있다. 그리고 광고비 등으로 돈을 더 벌어 피자가게를 더욱더 업그레이드할 수 있다. 밤마다 버려진 로봇들을 회수해 테스트를 할 수 있지만 이를 하지 않을 경우 진엔딩이 열리지 않는다. 테스트를 한 뒤에 로봇들에게 죽지 않고 설거지하기, 포스터 인쇄하기 등등의 수많은 퀘스트를 완료하여 6일동안 살아남으면 피자 가게가 불에 타며 진엔딩이 나오게 되지만 테스트를 하지 않고 안전하게 클리어 하면 피자가게는 불에 타지 않고 진엔딩은 나오지 않는다.